# Anecphora minor
Anecphora minor är en insektsart som beskrevs av Schmidt 1905. Anecphora minor ingår i släktet Anecphora och familjen lyktstritar. Inga underarter finns listade i Catalogue of Life.